# Частота Найквіста
Частота Найквіста — це найвища частота сигналу, який може бути відновлений без спотворення після процесу дискретизації. Теорема про вибірки Найквіста доводить, що частота дискретизації повинна бути, принаймні, удвічі вище найвищої частоти оброблюваного сигналу (Fmax), щоб можна було відновити вихідний сигнал без спотворення. Тобто: 
Fs=2·Fmax
Теорема Найквіста стала однією з фундаментальних основ теорії інформації. У Росії ця теорема відома як теорема Котельникова. У 1940-х роках дана теорема в рамках закритих робіт з теорії зв'язку була незалежно доведена Найквістом, М. А. Котельниковим і Клодом Шенноном (Перша теорема Шеннона)[відсутнє в джерелі].